# Polymerurus callosus
Polymerurus callosus is een buikharige uit de familie Chaetonotidae. Het dier komt uit het geslacht Polymerurus. Polymerurus callosus werd in 1950 voor het eerst wetenschappelijk beschreven door Brunson. 